# Parc Nacional de Soomaa
Parc Nacional de Soomaa (estonià: Soomaa rahvuspark) és un parc nacional al sud-oest d'Estònia. Soomaa (terra de pantans) protegeix 390 km²; el parc va ser creat l'any 1993. Soomaa és una àrea important per a les aus des de 1989, un lloc Ramsar de zones humides protegides des de 1997 i una àrea Natura 2000 des de 2004.

## Geografia
El parc nacional, situat a Vahe-Eesti (també conegut com a Meso-Estònia), es va crear l'any 1993 per protegir grans aiguamolls elevats, pastures de planes inundables, boscos paludificats i rius serpentejants. El territori del parc nacional està cobert majoritàriament de grans zones humides, separades entre si pels rius de la conca del riu Pärnu: els rius Navesti, Halliste, Raudna i Lemmjõgi. Dels aiguamolls elevats, el més destacable és el Kuresoo Bog, el vessant sud escarpat del qual, a Lemmejõgi, s'eleva 8 metres en una distància de 100 m.
A l'extrem oriental del parc nacional, es troben les dunes més altes del continent estonià, situades a uns 50 quilòmetres de la costa contemporània. Les formacions costaneres més característiques del predecessor de l'actual mar Bàltic, el Llac Glacial Bàltic (fa 11.200-10.600 anys), que marca l'antic nivell de l'aigua, es troben a les vores nord-oest i oest de la terra alta de Sakala. Les dunes de Ruunaraipe són les més altes de la zona. La carena de la duna, sinuosa de nord-oest a sud-est és una carena de sorra de 1,2 km de llargada, l'alçada màxima de la qual és de 12 metres.
L'any 2009, el Parc Nacional de Soomaa, com el sistema de torberes intacte més gran d'Europa conservat com a desert, es va unir a la xarxa d'àrees salvatges PAN Parks, ja que va demostrar l'excel·lència en combinar la protecció de la natura i el desenvolupament del turisme sostenible.

## Inundacions

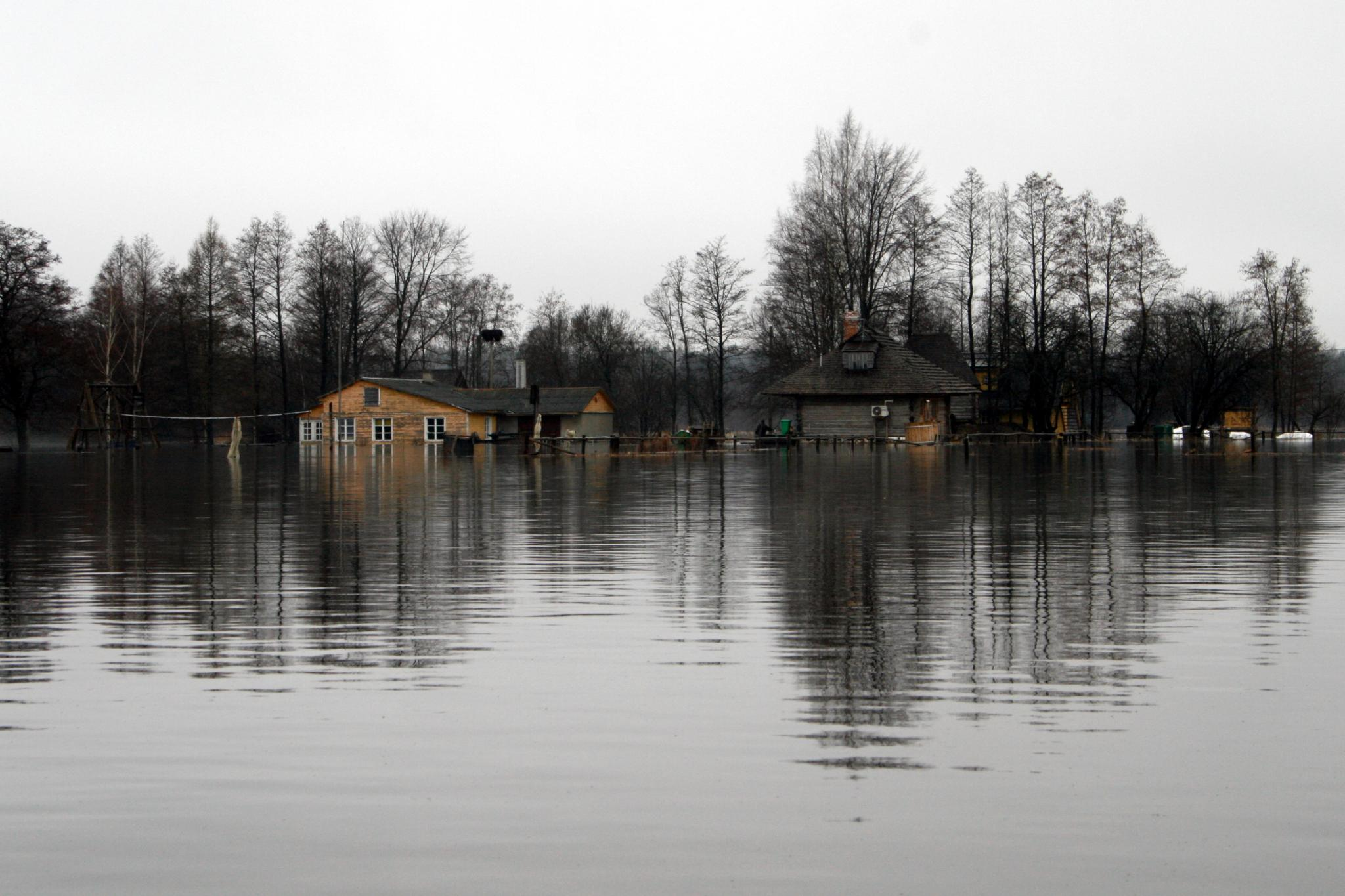
Masia inundada estacionalment.

Quan grans quantitats d'aigua corren per Sakala Upland, els rius de Soomaa no poden contenir-ho tot. L'aigua flueix sobre prats i boscos de la plana inundable, i cobreix carreteres, interrompent la connexió amb el món exterior. Alguns anys, les riuades de primavera han augmentat un metre al dia durant 3-4 dies.
La zona inundable de Riisa es forma així; amb una superfície de 175 quilòmetres quadrats com a màxim, és la zona inundada regularment més gran d'Estònia i de tot el nord d'Europa. Al nivell màxim d'inundació, l'àrea coberta d'aigua pot ser de 7 a 8 km a través. Els pantans elevats i de pendent pronunciada s'aixequen com a illes a l'aigua. La inundació sovint s'anomena cinquena temporada a Soomaa.

## Flora i fauna

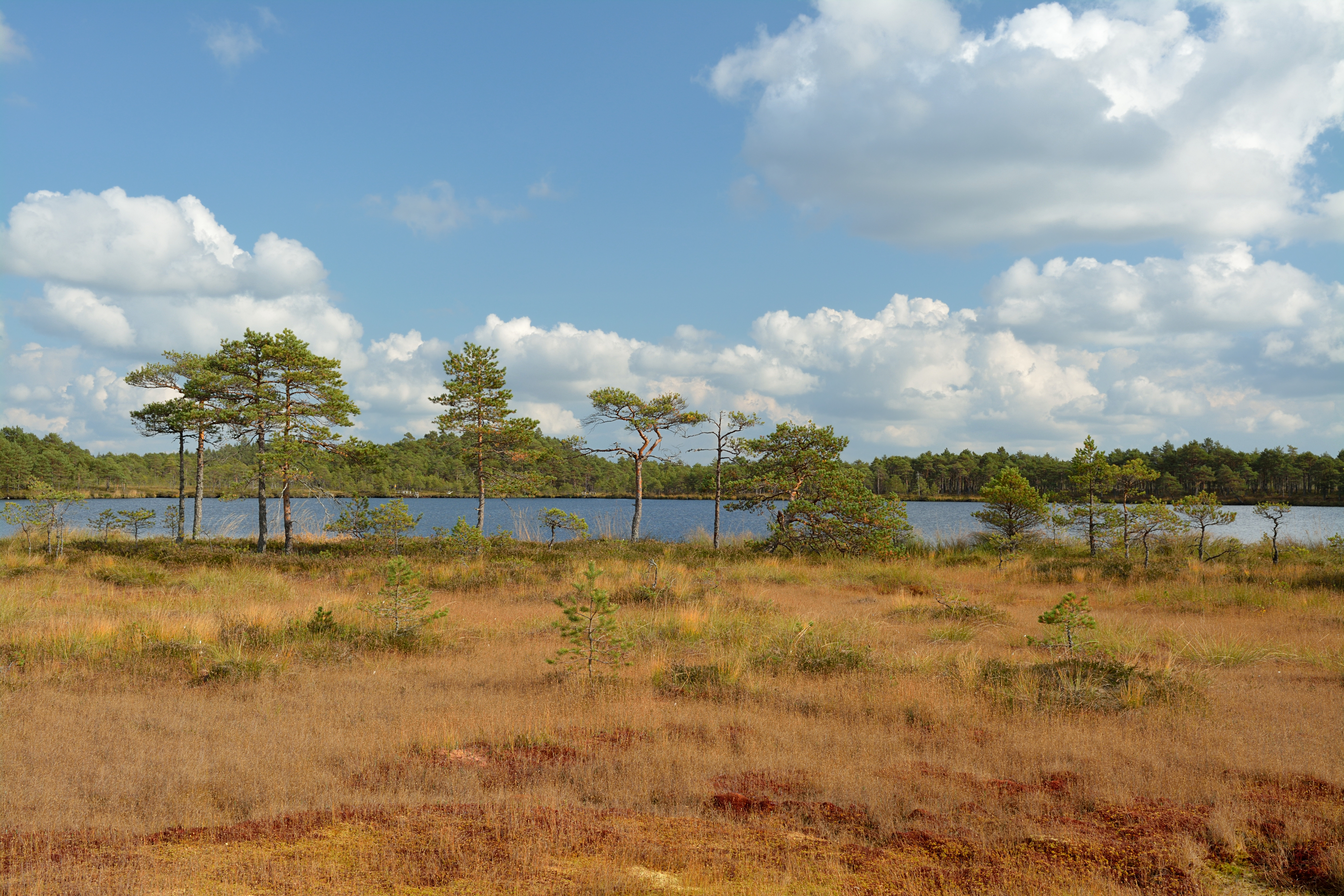
Ördi bog.

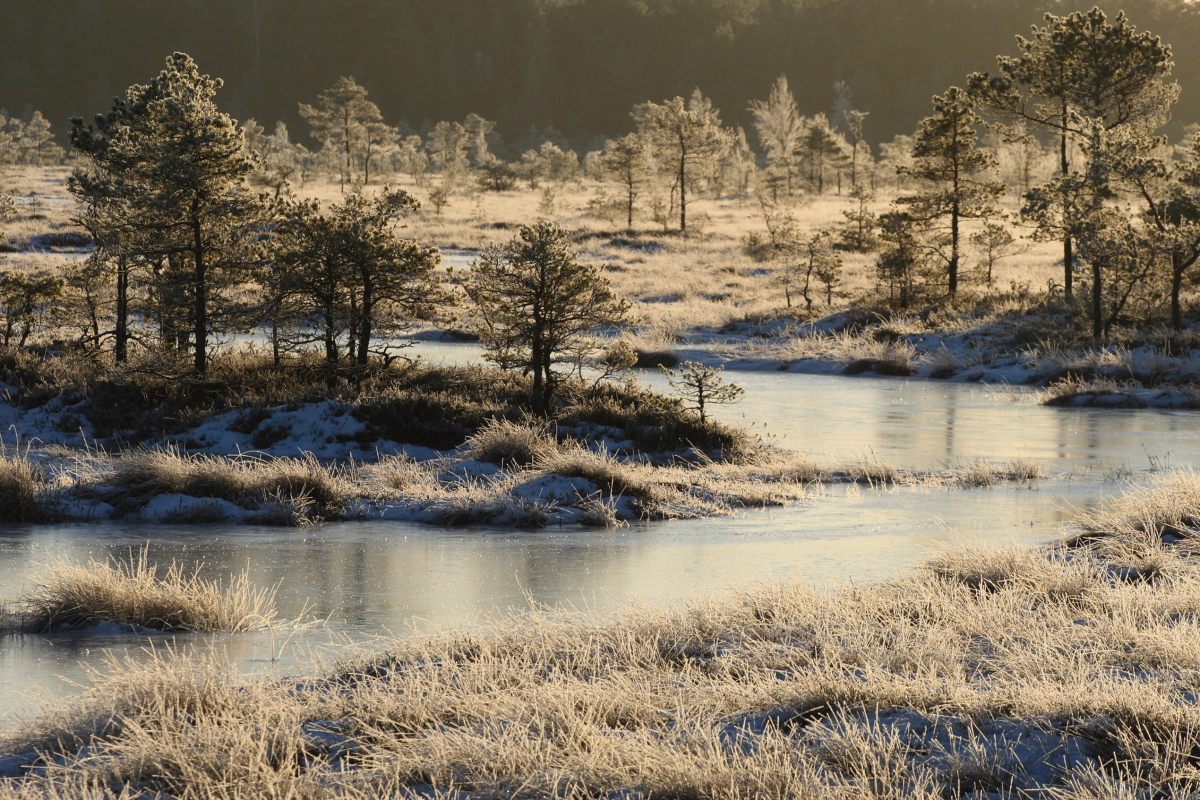
Riisa bog.

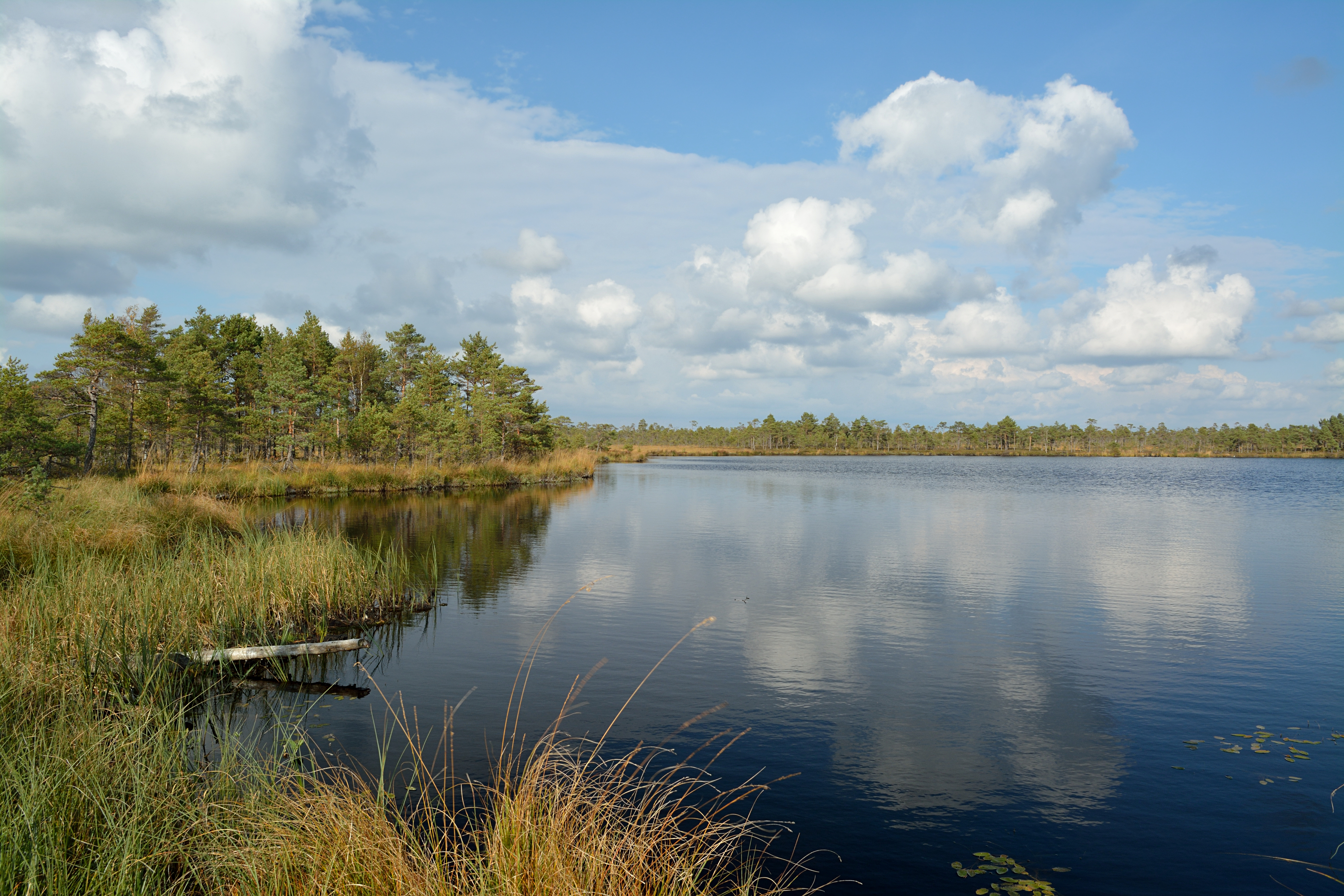
llac Ördi.

El parc nacional de Soomaa és la part més valuosa de l'extensa zona salvatge que queda al sud-oest d'Estònia. Kuresoo Bog és un dels dos grans pantans que supervivent millor a Estònia amb una diversitat d'espècies entre les més altes.
Flora
Els prats i boscos al·luvials que cobreixen les ribes del riu tenen un gran valor botànic. S'han registrat aproximadament 200 espècies, incloent Gladiolus imbricatus, iris sibirica i Fabària. Els únics boscos pantanosos (carrs) que envolten el lloc també són d'especial interès.
Fauna
El lloc acull regularment més de l'1% dels individus de les poblacions rellevants del cigne de Bewick i la grua europea, i la composició d'espècies d'ocells en aquests pantans, especialment Kuresoo, és una de les més representatives d'Estònia. Les espècies registrades inclouen l'àguila daurada, el polit cantaire (més de 100 parelles), la daurada grossa (unes 150 parelles), el territ variant (ssp. schinzii), l'esmirla, la perdiu boreal i l'arpella cendrosa.
Durant la migració de tardor, és un lloc de parada i descans per a la grua europea (uns 1.000) i el Cigne petit (uns 500), i durant la migració de primavera n'hi ha uns 2.000. La guatlla maresa eurasiàtica encara és nombrosa als prats de la plana inundable (50-100 parelles). És un lloc de desovament important per al lluç de riu.
Com a gran àrea salvatge, Soomaa és una llar i una àrea de reproducció de diversos mamífers extingits o molt rars a altres parts d'Europa. Les espècies de grans mamífers més nombroses són els cabirols, els ants i els senglars. El castor europeu, el linx eurasiàtic, el llop gris i l'ós bru, també es troben habitualment.
Recerca
El parc nacional de Soomaa i els seus voltants són una de les principals àrees de recerca de grans carnívors i herbívors a Estònia. A partir de l'any 2004 s'han organitzat diversos projectes de cooperació entre el Centre Estatal de Conservació de la Natura i universitats d'Estònia i de l'estranger. L'objectiu principal d'aquests estudis ha estat l'observació telemètrica d'espècies com el linx eurasiàtic i el llop gris.
L'any 2009 Soomaa va rebre la certificació PAN Parks per la seva excel·lència en combinar la protecció de la natura i el desenvolupament del turisme sostenible.

## Cultura tradicional
En els últims 70 anys, l'àrea del parc nacional de Soomaa s'ha enfrontat a canvis dramàtics a causa de la situació econòmica i política del segle xx, ja que l'habitació humana ha disminuït més de 10 vegades (87 persones segons els municipis locals el 2011). Amb la pèrdua d'habitants, també s'ha perdut gran part del patrimoni cultural material i immaterial. Per preservar la major part del que queda o s'ha reunit als museus al llarg dels anys, es va crear una pàgina web http://maastikud.ee/ el 2007. El projecte realitzat per les ONG locals http://mardu.ee/ i el Museu Literari d'Estònia ha recuperat diversos topònims crucials perquè la zona reveli el seu passat. Aquests topònims tenen un paper vital en la conservació moderna. El coneixement de l'ús tradicional del paisatge, llegit a partir d'aquests noms, ens pot donar una millor comprensió també dels canvis en l'ecologia de les regions.
A causa de la seva ubicació remota, Soomaa és probablement l'únic lloc d'Europa on la tradició de fabricar caiucs (haabjas estonians) ha sobreviscut als segles XX i XXI. En les últimes dècades, un nou augment de l'interès per la fabricació de refugis ha revitalitzat l'antiga tradició.
Per donar suport al parc nacional de Soomaa i la seva administració, http://keskkonnaamet.ee diverses ONG han pres accions en diferents camps:
- Estonian Fund For Nature és un dels iniciadors de la creació de Soomaa NP. Organitzador de diferents treballs de seguiment i vacances de conservació avui http://talgud.ee.

- Estonian Fund For Nature és una de les ONG més antigues de la regió, que s'ocupa principalment de diferents qüestions de conservació i de la gent que viu al poble de Tipu.

- Tipu Nature School és responsable dels programes educatius sobre la natura

- Mardu Studio està intentant recuperar la vida a una de les poques granges que queden a la zona de Soomaa. Estudiar el patrimoni immaterial local i construir un estudi obert per a artistes i dissenyadors

## Oci i turisme

### Centre de visitants
El Centre de Visitants del Parc Nacional de Soomaa està situat al sud-oest d'Estònia entre Pärnu i el comtat de Viljandi, al bell mig del parc a 44 km del centre de les ciutats de Viljandi i Pärnu. La construcció del centre de visitants es va acabar l'any 1998 i s'ha situat a la cruïlla històrica d'antics camins d'hivern que es van utilitzar fins a principis del segle XX per transportar mercaderies de Pärnu a Viljandi.
L'objectiu del Centre de Visitants és donar tota la informació necessària als turistes que vénen a explorar la natura de Soomaa. Hi ha informació impresa per a diversos senders naturals, així com guies de mitjans, pel·lícules i una petita biblioteca pública. També és possible encarregar conferències educatives sobre la natura i participar en diferents tallers i programes.

### Activitats
Rutes de senderisme i estudi

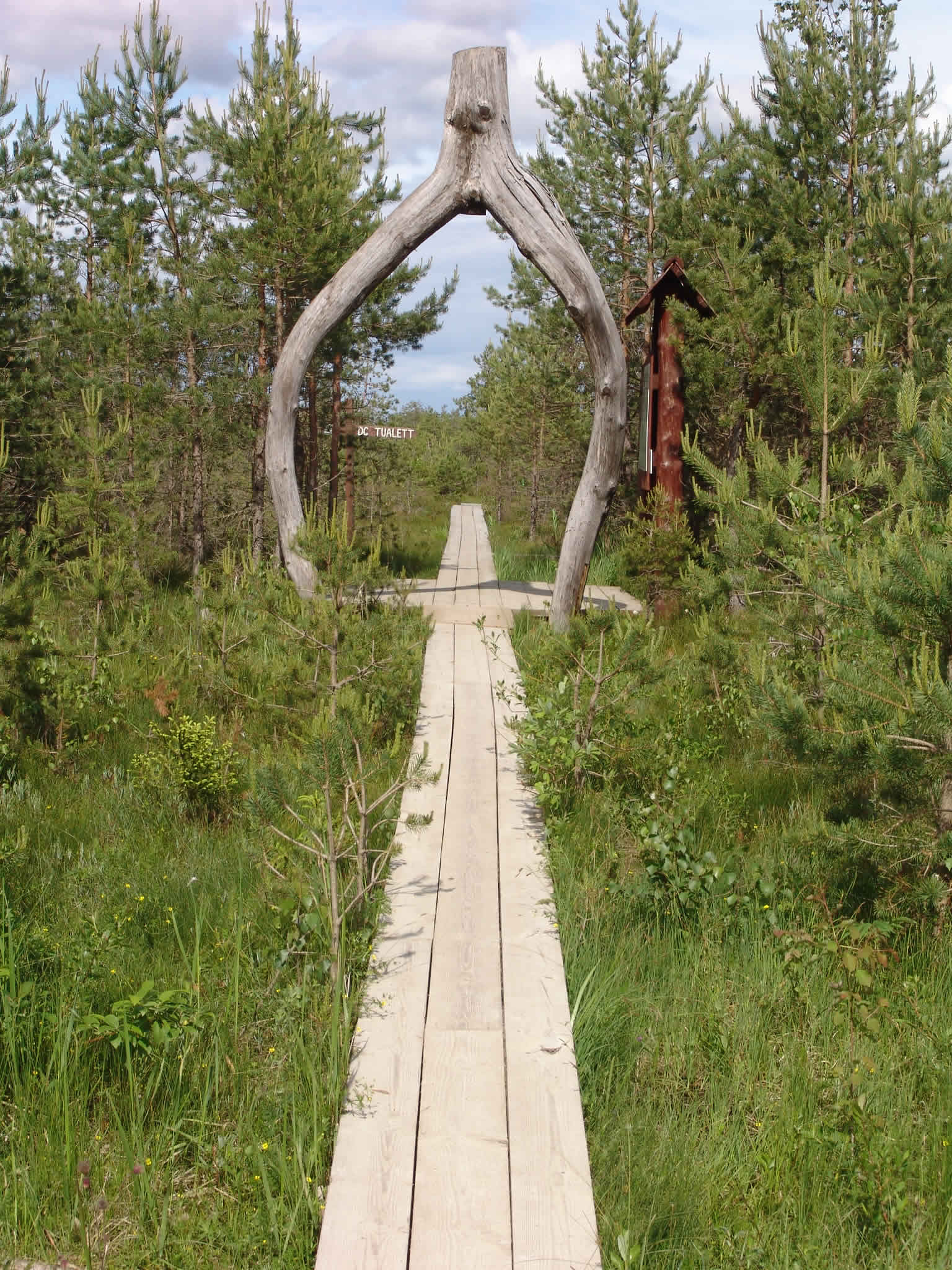
Entrada del passeig marítim a la ruta de senderisme de Riisa.

Hi ha diverses rutes de senderisme i d'estudi, situades per tot el Parc Nacional per explorar la natura al màxim:
- Ruta de senderisme Riisa: 5 km / ca 3 h / Pantà de Riisa / torre de vigilància /

- Ruta de senderisme Ingatsi: 4,5 km / aprox. 3 h / Pantà de Kuresoo / torre de vigilància /

- Ruta del castor: 2 km / ca 1,5 h / Hàbitat del castor i bosc paludificat /

- Pista d'Oksa: 800 m / ca 45.min / objecte del patrimoni cultural i prats /

- Ruta de senderisme Kuuraniidu: 1,2 km / aprox. 1,5 h / hàbitat del bosc antic / torre de vigilància /

- Prat de Mulgi: càmping / prats d'inundació / ric hàbitat d'ocells /

- Ruta de senderisme Tõramaa: 2,5 km / aprox. 3 h / Prat de Halliste, ric hàbitat d'ocells / torre de vigilància d'ocells /

- Ruta de senderisme Meiekose: 2,8 km / aprox. 3 h / antic camí de carro a través del poble abandonat de Tõramaa / hàbitats seminaturals /

- Ruta de senderisme Kuresoo: 32 km / 2 dies / diversos llocs històrics de paisatge i cultura /

- Ruta d'estudi Hüpassaare: 5 km / 2,5 h / Pantà Kuresoo / hàbitats seminaturals / museu de Mart Saar

- Ruta d'estudi Tipu: 3 km / 2 h / llocs històrics culturals / paisatge rural tradicional / hàbitats seminaturals

Informació més detallada sobre la natura i les rutes de senderisme de Soomaa a la pàgina d'inici del Centre de gestió forestal estatal
Tours
Hi ha cinc estacions a Soomaa: primavera, estiu, tardor, hivern i temporada d'aigües altes.

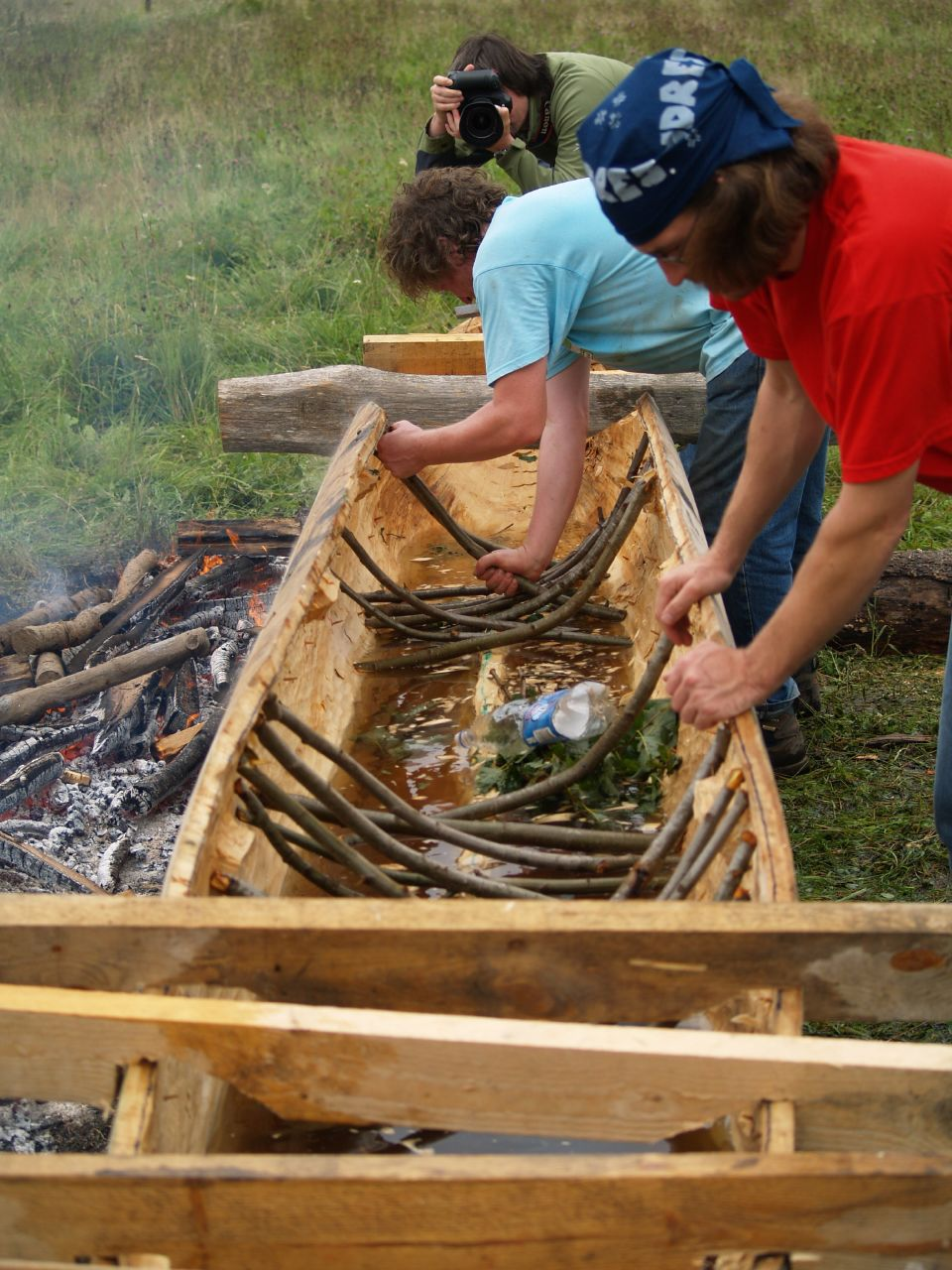
Construcció d'una canoa.

La temporada de piragüisme dura d'abril a octubre. El piragüisme també és una de les millors maneres de familiaritzar-se amb Soomaa. Fer piragüisme a la zona inundada és una experiència d'aventura, les inundacions són habituals a finals de març o principis d'abril. L'excursió guiada en caiacs tradicionals és una forma exclusiva de remar, a l'estiu s'organitzen campaments de construcció de vaixells de troncs.
A la zona es poden fer passejades per les torberes, les passarel·les sobre taules de fusta ofereixen al visitant l'oportunitat d'observar la flora i la fauna especials de les torberes profundes.
A l'hivern, quan tot l'aiguamoll està glaçat, s'estan organitzant sortides amb raquetes i trineus pels pantans glaçats i en el cas de la neu també sortides d'esquí de fons.
L'any 2009, el Parc Nacional de Soomaa va ser guardonat per la Comissió Europea com a destinació de vacances a la natura suprema.